# Konkoly-Observatorium

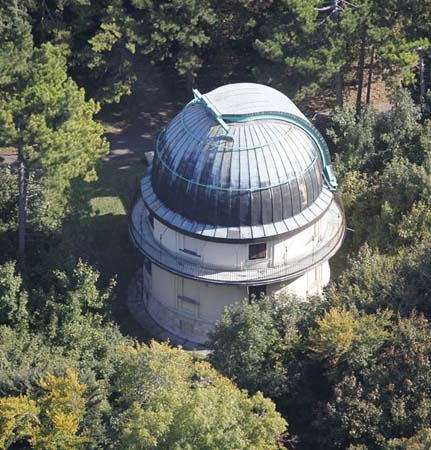
Konkoly-Observatorium (2011)

Das Konkoly-Observatorium (ungarisch Konkoly Obszervatórium) ist ein astronomisches Observatorium in Budapest, das der ungarischen Akademie der Wissenschaften gehört und von ihr betrieben wird. Es befindet sich in der Konkoly-Thege Miklós út 15–17 im XII. Bezirk der ungarischen Hauptstadt.
Das Observatorium wurde im Jahre 1871 vom adeligen Astronomen Miklós Konkoly-Thege als Privatsternwarte gegründet.

## Geschichte
Die Sternwarte ist ein astronomisches Observatorium in Budapest, das der ungarischen Akademie der Wissenschaften gehört und hier von ihr betrieben wird. Das Observatorium wurde im Jahre 1871 vom adeligen Astronomen Miklós Konkoly-Thege als Privatsternwarte gegründet und im Jahre 1899 an den ungarischen Staat als „ewiges Geschenk an die Astronomie“ vermacht. Miklós Konkoly-Thege war eine interessante Persönlichkeit des 19. Jahrhunderts und gilt als der Begründer der modernen Astronomie in Ungarn. Nicht umsonst ist die Straße, die direkt vom Normafa zur Sternwarte führt, nach dem Forscher, Politiker und Zugführer benannt. „Heutzutage gilt das Observatorium als Begegnungsstätte für Wissenschaftler, um gemeinsam Kometen, Mineralplaneten, Sterne und Lichtquellen zu erforschen“, berichtet László Kiss, Direktor des Observatoriums. Im Jahre 1940 wurde im größten Dom der Anlage, der über ein großes Teleskop von Zeiss verfügt, sogar ein Komet entdeckt. Maßgeblich beteiligt war das Observatorium auch am Großprojekt der Sonde Philae. Diese ist der erste von Menschen gebaute Apparat, der auf einem Kometen weich landete. Dabei wurde der Komet 67P/Tschurjumow-Gerassimenko entdeckt. Er ist der erste Komet und der siebte Himmelskörper insgesamt, der von einer gelandeten Raumsonde erforscht wurde oder noch wird.

## Gegenwart
Das Forschungsinstitut rund um das Observatorium beschäftigt derzeit rund 80 Forscher, darunter 50 Astronomen, welche von Universitäten oder kleineren Observatorien kommen. Das Budapester Observatorium pflegt internationale Partnerschaften, die der Direktor sehr wertschätzt. Internationale Beziehungen pflegen sie während des Wissensaustausches mit den ausländischen Partnern. Dazu zählt vor allem die Max-Planck-Gesellschaft in Deutschland. Hinzu kommt wertvolle Expertise aus den Niederlanden, Spanien, Italien, Frankreich, Großbritannien, Dänemark und Australien. Schließlich leitet das Observatorium auch Bachelor- und Masterstudiengänge an der ELTE-Universität im Bereich Astronomie. Seit Mai 2016 ist die Sternwarte auch für die Öffentlichkeit zugänglich.